# تونگاتاروو
تونگاتاروو (انگلیسی: Tungatarovo) یک شهرک در شهرستان اوچالینسکی استان باشقیرستان کشور روسیه است.